# Sandor Rivnyak
Sandor Rivnyak, ameriški rokometaš madžarskega rodu, * 31. oktober 1937, Madžarska, † 22. januar 2020.
Leta 1972 je na poletnih olimpijskih igrah v Münchnu v sestavi ameriške rokometne reprezentance osvojil 14. mesto.
Čez štiri leta je z reprezentanco osvojil deseto mesto.